# Albert Šestěrňov
Albert Alexejevič Šestěrňov, rusky Альберт Алексеевич Шестернёв (20. červen 1941, Moskva – 5. listopad 1994, Moskva) byl sovětský fotbalista ruské národnosti. Hrával na postu obránce.
Se sovětskou fotbalovou reprezentací vybojoval stříbrnou medaili na mistrovství Evropy roku 1964. Hrál též na mistrovství Evropy 1968, kde Sověti obsadili čtvrté místo a Šestěrňov byl zařazen do all stars, a na mistrovství světa 1962, 1966 (rovněž čtvrté místo) a 1970. Sovětský svaz reprezentoval v 90 zápasech, což je třetí nejvyšší počet v historii sovětské reprezentace.
Celou svou kariéru (1959–1972) strávil v jediném klubu: CSKA Moskva. Roku 1970 s ním vyhrál sovětskou ligu, roku 1967 sovětský pohár.
Roku 1970 byl vyhlášen sovětským fotbalistou roku. V anketě Zlatý míč o nejlepšího fotbalistu Evropy skončil toho roku desátý.